# Body and Soul (album van Billie Holiday)
Body and Soul is een studioalbum van jazzzangeres Billie Holiday, uitgebracht in 1957.

## Nummers
1. Body and Soul  – 6:18
2. They Can't Take That Away from Me   – 4:08
3. Darn That Dream – 6:15
4. Let's Call the Whole Thing Off – 3:22
5. Comes Love – 3:58
6. Gee Baby, Ain't I Good to You – 5:34
7. Embraceable You – 6:45
8. Moonlight in Vermont - 3:47
9. Comes Love (false start take 2) - 0:32
10. Comes Love (false start take 3) - 0:20
11. Comes Love (alternate take 1) - 3:56

## Bezetting
- Billie Holiday – zang
- Ben Webster - tenorsaxofoon
- Barney Kessel - gitaar
- Harry "Sweets" Edison - trompet
- Jimmy Rowles - piano
- Red Mitchell - contrabas
- Larry Bunker - drums